# كتابة صوتية
الكتابة الصوتية هي نظام الكتابة القائم على ربط كل حرف من حروفه المكتوبة بصوت واحد معين.